# Liste der Monuments historiques in Plouarzel
Die Liste der Monuments historiques in Plouarzel führt die Monuments historiques in der französischen Gemeinde Plouarzel auf.

## Liste der Bauwerke
| Bezeichnung                  | Beschreibung | Standort | Kennzeichnung | Schutzstatus | Datum | Bild           |
| ---------------------------- | ------------ | -------- | ------------- | ------------ | ----- | -------------- |
| Beinhaus und Kapelle St-Yves | erbaut 1696  | (Lage)   | PA00090205    | Inscrit      | 1928  | weitere Bilder |
| Château de Kervéatoux        | Schloss      | (Lage)   | PA29000057    | Inscrit      | 2007  | weitere Bilder |
| Menhir von Kerloas           |              | (Lage)   | PA00090206    | Classé       | 1883  | weitere Bilder |

## Liste der Objekte
- Monuments historiques (Objekte) in Plouarzel in der Base Palissy des französischen Kultusministeriums